# 市原大輔
市原 大輔（いちはら だいすけ）は、株式会社カプコン所属のゲームクリエイター。

## 経歴
2015年発売の「モンスターハンタークロス」では、ディレクターの一瀬泰範のもとでプランナーを担当し、続編となる2017年発売の「モンスターハンターダブルクロス」ではディレクターを担当。
2019年には、カプコン史上初の売上本数1,000万本という大台を超えた「モンスターハンター：ワールド」の続編となる「モンスターハンターワールド：アイスボーン」のディレクターを担当。

## 人物
「モンスターハンター：ワールド」ではアップデートを長期にわたって配信していたが、アップデート内容は最初の発売時点で作り溜めていた訳ではなく、都度制作していた。アップデート対応の指揮は、徳田優也（「モンスターハンター：ワールド」ディレクター）が執っていたが、それと並行して続編となる「モンスターハンターワールド：アイスボーン」制作の指揮を執ることは困難ということから、「モンスターハンターワールド：アイスボーン」のディレクターとして、市原に白羽の矢が立ち、2ライン体制となった。
当時は、会社では「モンスターハンターワールド：アイスボーン」を制作し、内容を把握するために自宅に帰ってからは「モンスターハンター：ワールド」のアップデート配信を遊ぶという、昼夜ともに完全に『モンハン』漬けの毎日だったという。

## 代表的な作品

### プランナー
- モンスターハンタークロス（2015年）

### ディレクター
- モンスターハンターダブルクロス（2017年）
- モンスターハンターダブルクロス Nintendo Switch Ver.（2017年）
- モンスターハンターワールド：アイスボーン（2019年）